# Джонсън (окръг, Арканзас)
Вижте пояснителната страница за други значения на Джонсън.
Окръг Джонсън (на английски: Johnson County) е окръг в щата Арканзас, Съединени американски щати. Площта му е 1769 km², а населението – 25 540 души (2010). Административен център е град Кларксвил.